# Пингвини осветници
Пингвини осветници је британска анимирана серија коју су продуцирали Cosgrove Hall Films, Granada Television, Телевизија Thames и Anglia production 1993. године, а анимирани су и Alfonso Productions, шпански студио за анимацију који је такође задужен за извођење емисије Фантомацан у Cosgrove Hall-u, и у самој кући у Cosgrove Hall-u. Емитован је углавном на дечијој ITV и првобитно се звао ,,Hell's Penguins", а потом је емисија преименована због бриге о томе како ће реаговати верска публика у САД-у. Занимљиво је то да је последњи цртани филм ,,Cosgrove hall films" анимиран коришћењем ручно осликаних анимираних ћелија, јер би све 2Д анимиране серије из студија користиле компјутере за процес мастила и боје; са анимираним цртежима скенираним и затим дигитално обојеним.

## Радња
Прича се врти око три бициклистичка пингвина који насељавају Велики град, уједињујући се да би заштитили њега и његове грађане од злог Карактуса П. Дума, лудог и повученог криминалца. Пингвини покушавају да спрече планове Дума, али се често суочавају са својим неспоразумима и повременим нападима са другим бајкерским бандама које нападају Велики град, као што су Браћа Смрдић, пасји одјел Hell's Angels. 

## Занимљивости
На стварање ове анимиране серије утицала је већ популарна анимирана серија Тинејџерски мутанти нинџа корњаче. Док се радња серије поклапа са другом анимираном серијом ,,Мишеви бајкери са Марса".